# Hidroarheološko nalazište na Mlinu
Hidroarheološko nalazište nalazi se na pličini Mlinu kod otoka Šolte, pomorje naselja Donjeg Sela.

## Opis
Pličina Mlin malazi se u zapadnom dijelu Splitskog kanala, koji je tijekom antike bio vrlo važan i frekventan plovidbeni put. Na pličini su otkriveni ostaci antičkog brodoloma s teretom amfora tipa Dressel 2-4 iz 2. st. poslije Kr.

## Zaštita
Pod oznakom RST-0675 zavedeno je kao nepokretno kulturno dobro - arheologija, pravna statusa zaštićena kulturnog dobra, klasificirano kao "podvodna arheološka zona/nalazište".